# ジェラール・モルティエ
ジェラール・アルフォンス・オーガスト・モルティエ男爵（1943年11月25日 - 2014年3月8日）は、フランドル出身のベルギーのオペラ監督、管理者であった。

## 経歴
パン屋の息子としてゲントに生まれたモルティエは、母親の死後、青年時代にイエズス会の聖バルバラ学校に通い、その後ゲント大学で法律とジャーナリズムを学んだ。
モルティエはフランクフルトでクリストフ・フォン・ドホナーニ、パリでロルフ・リーバーマンのもとでオペラ運営の修行を積んだ。  1968年から1972年までフランドル音楽祭で働いた。 彼が最初に務めた主要な管理職は1981年から1991年までブリュッセルのモネ劇場（デ・ムント）の総監督であり、同劇場の芸術的活性化に貢献したと評価された。その後、 1991年から2001年までザルツブルク音楽祭の総監督を務めた。 

モルティエはドイツのルールトリエンナーレ芸術祭の創設ディレクターで、2002年から2004年まで同祭を率いた。彼は「古典作品に新しい観客を引きつけ、ドイツの不況の一角を活気づける社会的かつ芸術的な実験」に着想を得た。同時に、彼は伝統を無視し、ルール地方に新しい観客を引きつけることに自身の興味を働かせた。彼は、広々とした改装された工業用スペースで親密な作品を上演した。2003年には、野心的なシーズンの公演を企画した。
15のスペースで23の作品、129の公演、さらに追加のコンサート、フリンジフェスティバル、そしてビル・ヴィオラのビデオスペクタクル「Five Angels for the Millennium」の驚くべきインスタレーションが、オーバーハウゼンの壮大で豪華に修復されたガスタンク内で行われる予定。
2003年9月にはメシアンの『アッシーズの聖フランソワ』の公演が予定されていた。モルティエは「これらの産業の大聖堂に浸透するスピリチュアルな流れ」を持っており、2003年には前年のドイツ風のサブテキストと比較して、フランス語のサブテキストを強調した。彼は「観客は最終的に彼と彼の後継者による実験に反応するだろう」と確信していた。
モルティエは2004年から2009年まで パリ国立オペラの総監督を務めた。
2007年2月、ニューヨーク・シティ・オペラ（NYCO）は彼を2009/2010年シーズンからの新総監督に指名した。モルティエは就任発表後の暫定期間中、パリからカンパニーの運営を補佐した。資金調達の問題と予算が予想より少なかったことが、就任後の暫定期間中に表面化し始めた。さらに、モルティエはバイロイト音楽祭の共同芸術監督の地位を目指して運動していた。  2008年11月、モルティエは、理事会が彼に意味のあるオペラ作品の制作に必要な資金を与えないことが明らかになったため、辞任した。
同じく2008年11月、モルティエはマドリード王立劇場の芸術監督に就任した。ニューヨーク滞在中に、彼はすでにアメリカの作曲家チャールズ・ウーリネンに新作オペラ『ブロークバック・マウンテン』を委嘱しており、その原作となった短編小説を書いたアニー・プルーに台本を書いてもらった。これはモルティエが王立劇場に持ち込んだ作品の一つで、2012年に完成した。
2013年9月、モルティエは癌の病状を公表した。後継者探しの最中、彼はスペイン人として十分な資格を持つ候補者を知らないと物議を醸す発言をし、後継者選びに対する政府の干渉やスペイン人候補者のみを後継者にしたいという政府の意向に対する懸念を述べた。同月後半、ジョアン・マタボッシュが同カンパニーの次期芸術監督に任命されたのに続き、モルティエは同カンパニーの芸術顧問に任命された。 2014年1月28日、ブロークバック・マウンテンがマドリードで初演された。この作品は国際シーズンで大きな期待を集めており、モルティエへのトリビュートであり、「彼と一緒に仕事をするアーティストたちへのたゆまぬサポートの証」でもあると考えられていた。
モルティエは2014年3月8日、ブリュッセルで膵臓癌のため70歳で亡くなった。 遺族には妹のリタと長年のパートナーであった指揮者のシルヴァン・カンブルランがいる。 2014年4月、モルティエは死後、 2014年国際オペラ賞の生涯功労賞を受賞した。

## 遺産と栄誉
|  | このセクションには出典がありません。信頼できる出典を追加して、このセクションの改善にご協力ください。出典のない資料は異議を唱えられ、削除される可能性があります。 ( 2011 年 11 月) (このメッセージを削除する方法と時期について学ぶ) |

- 名誉博士号アントワープ大学、ベルギー
- オーストリア、ザルツブルク大学名誉博士号
- ベルギーの国家栄誉勲章
- ドイツ連邦共和国功労勲章（1991年）
- フランス芸術文化勲章
- ベルリン芸術アカデミー会員
- マドリード芸術シルクロ金メダル
- 2007 年 5 月 30 日にベルギー国王アルベール 2 世により男爵に叙せられた。

### 出版物[編集]
- 情熱のドラマトゥルギー、2009年。

### 死後[編集]
- 2014年、彼の名を冠したジェラール・モルティエ賞が設立され、オペランヴェルト誌とリング賞から2年に1度、ミュージカル演劇部門に授与されることになった。彼自身が最初の受賞者であり、死去する直前に名前が発表された。
- 2014年、ディアギレフ賞。「モルティエの芸術への多大な貢献とミュージカル劇場の発展における傑出した役割が評価された。賞金は、彼の著書『Dramaturgie einer Leidenschaft』のロシア語版（マニフェスト兼回想録）の出版資金として使われる。」
- 2014年、ゲーテメダル